# Paola Longoria
Paola Longoria (San Luis Potosí, 20 de julio de 1989) es una raquetbolista profesional mexicana. Ha sido ganadora del campeonato mundial por la Federación Internacional de Raquetbol en las categorías tanto individual como dobles femeniles junto a su compatriota Samantha Salas, consideradas ambas las mejores jugadoras del mundo actualmente y la pareja #1 del mundo según la Women's Professional Racquetball Organization (o Tour profesional de Raquetbol femenino). Longoria fue la primera mujer mexicana en obtener el puesto #1 del ranking profesional, lográndolo al final de la temporada 2008-2009, repitiendo la hazaña en la temporada 2009-2010. El estilo de Longoria es caracterizado por su empuñadura semi-oeste, poco usada en el raquetball; siendo de hecho la única jugadora profesional en activo en emplearla.
Longoria es integrante del Ejército mexicano; en enero de 2023, recibió un ascenso, convirtiéndose en teniente.

## Trayectoria

### Juegos Centroamericanos y del Caribe
Paola ha sido diez veces medallista de oro en los Juegos Centroamericanos y del Caribe en Cartagena de Indias 2006, en Mayagüez 2010, en Veracruz 2014 y en Barranquilla 2018 así como ganadora del Premio Nacional del Deporte 2010, entregado por el presidente de México, Felipe Calderón.
En los Juegos Centroamericanos y del Caribe, ha ganado la medalla de oro en individual femenino en 4 ocasiones consecutivas, ganando también el oro en dobles femenino en 4 ocasiones consecutivas y en 2 más de forma consecutiva en la categoría de dobles mixtos.
Fue ganadora del Abierto Mexicano de Raquetas 2012.

### Juegos Panamericanos
Longoria ganó tres medallas de oro para México en los Juegos Panamericanos de 2011, tanto en singles y dobles, en lo que fue su primera aparición en los Juegos Panamericanos. En dicho evento la también mexicana Samantha Salas fue su compañera de dobles, repitiendo esta actuación cuatro y ocho años más tarde en las ediciones de Toronto 2015 y Lima 2019.
Paola ganó el Campeonato Panamericano en 2006, 2008, 2010, 2012 y 2013. Además ganó el oro en los Campeonatos Panamericanos en dobles con Salas en 2011 y 2012. Sus seis títulos del Campeonato Pan Am están empatados en el segundo mayor, junto con la americana Michelle Gould y seguidas por la estadounidense Jackie Paraíso, que ha ganado diez.

## Carrera internacional
En el Campeonato mundial de Luchas de 2014, que se llevó a cabo en Ottawa, Canadá, Longoria ganó tanto los torneos individuales femenino, así como en la modalidad de dobles. En la modalidad de equipo, derrotó en la final a la japoneses  y, con su compañera, Samantha Salas vencieron a las estadounidenses Aimee Ruiz y Janel Tisinger. Esta fue una exitosa defensa de los títulos que ganó por primera vez en 2012 en Santo Domingo, República Dominicana, donde Longoria derrotó a Canadá Jennifer Saunders en la final de singles  para convertirse en la primera mujer mexicana en ser campeona del mundo.
El título de 2014 en dobles, significó el tercer Campeonato Mundial para ella y Samantha Salas, ya que también ganaron en 2012 y 2010, que fue la primera vez que un equipo mexicano había sido campeón en dobles femenino en el Mundial. En la final de 2012, derrotaron a la selección chilena, conformada por Angela Grisar y Carla Muñoz, mientras que en 2010, vencieron a la pareja estadounidense, Aimee Ruiz y Jackie Paraíso en la final.
Longoria ha ganado dos medallas de oro en los Juegos Centroamericanos. En el 2009, derrotando a la americana Rhonda Rajsich en la final y en 2013, venció a  Cristina Amaya en la final.
Además, Longoria ganó ocho veces consecutivas el Federación Internacional de Raquetbol (IRF) en la modalidad de Campeonatos del Mundo Junior de 2001 a 2008, ganando dos veces en cada categoría de edad: menores de 12 años, de 14 años, 16 años y menores, y 18 y bajo.

### Profesional
Longoria estuvo invicta en el LPRT por tres años y medio, de mayo de 2011 a octubre de 2014. En total, ha ganado 87 eventos de primer nivel o Grand Slams del LPRT, incluyendo nueve US Opens, convirtiéndose en la primera competidora de México, en cualquier género, en ganar tal evento o incluso en sólo llegar a la final.
Su primera victoria en un torneo como profesional se dio en el Outback Steakhouse Blast It! en Fayeteville, Carolina del Norte, del 13 al 16 de septiembre de 2007, donde venció a Rhonda Rajsich en la final con parciales de 12-14, 11-8, 9-11, 11-6, 11-7.
Paola ha terminado en primer lugar del ranking mundial de la Women's Professional Racquetball Organization (WPRO), 9 veces, las últimas 7 de manera consecutiva, a continuación los resultados completos: 
| Temporada | Posición final |
| --------- | -------------- |
| 2007-08   | 6              |
| 2008-09   | 1              |
| 2009-10   | 1              |
| 2010-11   | 2              |
| 2011-12   | 1              |
| 2012-13   | 1              |
| 2013-14   | 1              |
| 2014-15   | 1              |
| 2015-16   | 1              |
| 2016-17   | 1              |
| 2017-18   | 1              |

## Vida personal
En marzo de 2023, anunció su compromiso matrimonial con su novio, Jeff Mihaljevich.

## Controversias
En mayo de 2023, Ana Guevara, titular de la CONADE, acusó a Longoria de tener un adeudo con la institución por 1.6 millones de pesos.